# Jan Gieryng
Jan Gieryng (ur. 5 października 1925 w Łodzi, zm. 9 sierpnia 1974 tamże) – łódzki urzędnik, przewodnik turystyczny, działacz turystyczny  Polskiego Towarzystwa Turystyczno-Krajoznawczego (PTTK) w Łodzi.

## Życiorys
Do PTTK wstąpił w 1951 w Łodzi. Działał głównie w dziedzinie turystyki pieszej. Organizował w 1951 Okręgową Komisję Turystyki Pieszej PTTK w Łodzi i do 1972 był jej członkiem. Organizował w 1953 Oddziałową Komisję Turystyki Pieszej w Oddziale Łódzkim PTTK i do 1973 był jej członkiem. Jako jeden z pierwszych w Łodzi uzyskał w 1954 uprawnienia Przodownika Turystyki Pieszej.  Był współorganizatorem i członkiem zarządu Klubu Turystów Pieszych "Salamandra" oraz Koła Terenowego Pieszych przy Łódzkim Oddziale PTTK. W latach 1968–1974 był prezesem tego koła. W latach 1958–1974 kierował Referatem Weryfikacyjnym Odznak Turystyki Pieszej przy Okręgowej Komisji Turystyki Pieszej. Od 1962 z jego inicjatywy organizowany był rajd na pożegnanie sezonu "Jesień Pieszych". W latach 1956–1962 był także kierownikiem tras na rajdach "Łysogóry – Wiosna".
W 1955 uzyskał uprawnienia przewodnika turystycznego.
Odznaczony był Złotą Odznaką "Zasłużony Działacz Turystyki", Złotą Honorową Odznaką PTTK, Honorową Odznaką Miasta Łodzi i innymi.
Zmarł 9 sierpnia 1974, pochowany na cmentarzu w Mileszkach w Łodzi.